# Dvärgnattskärra
Dvärgnattskärra (Siphonorhis brewsteri) är en fågel i familjen nattskärror.

## Utbredning och systematik
Dvärgnattskärra förekommer i halvtorrt lågland på Hispaniola och Gonâve. Den behandlas antingen som monotypisk eller delas in i två underarter med följande utbredning:
- Siphonorhis brewsteri brewsteri – Hispaniola
- Siphonorhis brewsteri gonavensis – Gonâve

## Status
IUCN kategoriserar arten som nära hotad.

## Namn
Fågelns vetenskapliga artnamn hedrar William Brewster (1851-1919), amerikansk ornitolog och grundande medlem av AOU samt första presidenten av Audubon Society 1896.